# Isocitronsyra
Isocitronsyra är en karboxylsyra, som ingår i citronsyracykeln. Eftersom citronsyra och isocitronsyra är strukturella isomerer delar de liknande fysikaliska och kemiska egenskaper. På grund av dessa liknande egenskaper är det svårt att separera isomererna. Salter och estrar av isocitronsyra är kända som isocitrater. Isocitratanjonen är ett substrat för citronsyracykeln. Isocitrat bildas av citrat med hjälp av enzymet akonitas och påverkas av isocitratdehydrogenas.
Isocitronsyra används ofta som en markör för att upptäcka äktheten och kvaliteten på fruktprodukter, oftast citrusjuicer. I autentisk apelsinjuice, till exempel, är förhållandet mellan citronsyra och -isocitronsyra vanligtvis mindre än 130. Ett högre isocitronsyravärde än detta kan tyda på förfalskning av fruktjuice.
Isocitronsyra har till stor del använts som ett biokemiskt medel på grund av begränsade mängder. Emellertid har isocitronsyra visat sig ha farmaceutiska och terapeutiska effekter. Den har visat sig effektivt kunna behandla järnbristanemi. Dessutom kan isocitronsyra användas för att behandla Parkinsons sjukdom. Yarrowia lipolytica kan användas för att producera isocitronsyra och är billig jämfört med andra metoder. Vidare producerar andra metoder ojämna mängder citronsyra i förhållande till isocitronsyra och producerar mestadels citronsyra. Användning av Yarrowia lipolytica ger ett bättre utbyte, med lika mängder citronsyra och isocitronsyra.